# Preston
Preston je město a nemetropolitní distrikt v anglickém hrabství Lancashire na řece Ribble. Preston obdržel status města (city) roku 2002 a stal se padesátým anglickým městem v padesátém roce vlády královny Alžběty II. Podle výsledků sčítání obyvatel z roku 2001 měl celý distrikt 335 000 obyvatel a město samotné 130 000.

## Historie
V době vlády Římanů vedla silnice z přístavu Setantian do Nese asi dva kilometry na sever od Prestonu. V roce 705 byl na pozemku poblíž řeky Ribble zřejmě postaven kostel. Později přešel tento pozemek do vlastnictví katedrály v Yorku a později byl vrácen zpět do majetku místní farnosti. Z této situace bývá odvozován název města (priest znamená anglicky kněz – Priest's Town = Preston). Další varianta uvádí, že název města je dovozen od založení převorství svatým Wilfredem poblíž řeky Ribble.
Strategická poloha města, téměř přesně uprostřed mezi Glasgowem a Londýnem, vedla k tomu, že se v okolí Prestonu odehrály důležité bitvy, hlavně v období občanské války (1643) a prvního jakobitského povstání kdy bitva u Prestonu roku 1715 znamenala celkovou porážku Jakobitů. Město bylo i jedním z nejvýznamnějších přístavů hrabství Lancashire.
V 19. století vlivem průmyslové revoluce prošel Preston změnou z tržního města na průmyslové centrum. Vynález dopřádacího stroje waterframe (jeho konstruktérem byl Richard Arkwright a sestrojil ho v Prestonu) umožnil příst bavlnu i ve městech na severu Anglie. Preston byl druhým anglickým městem po Londýně, jež bylo roku 1815 osvětleno plynovými lampami.

## Obyvatelstvo
Podle výsledků sčítání obyvatel z roku 2001 je 75,1% obyvatel křesťanů (mnoho z nich katolíků), 9,8% bez vyznání a 8,2% muslimů. Hindové tvoří asi 2,6% a sikhové asi 0,6% obyvatel, což řadí Preston na první místo v podílu občanů těchto vyznání v severozápadní Anglii. Ve městě působí malá skupina mormonů, která zde má dlouhé historické kořeny již od roku 1837. Téměř dvě procenta obyvatel města uvedly jako své rodiště jednu ze zemí Evropské unie mimo Velkou Británii.

## Správa
Preston se po správní reformě roku 1835 stal samosprávným městem. V roce 1888 se stal statutárním městem. V roce 1974 když byl tento status zrušen, stal se Preston součástí většího nemetropolitního distriktu Preston. Jižní část tohoto distriktu je většinou hustě zabydlena, zatímco severní část si uchovala venkovský ráz.
Volby do rady města se konají každý rok. Volební obvody jsou zastoupeny v radě třemi zástupci, z nichž vždy jedno místo je předmětem voleb. Preston je rozdělen do tří volebních obvodů do parlamentu - Preston, Ribble Valley a Fylde.

## Ekonomika
Preston je hlavním centrem průmyslu obrany vzdušného prostoru. Společnost BAE Systems má dva montážní závody na okraji města. Pivovarnická společnost Inbev vlastní několik místních pivovarů. V ulici Strand Road se nachází největší distribuční centrum dopravní společnosti Alstom.
Dodavatel zboží pro obchodní řetězec Spar na severu Anglie James Hall and Co má svoji centrálu v oblasti Ribbleton i když se má v krátké době stěhovat do nové budovy, která bude jednou z největších staveb v Prestonu, na Bluebell Way. Dalšími důležitými zaměstnavateli jsou společnosti finančního sektoru – konzultační společnosti, pojišťovny a advokátní společnosti.
V Prestonu existují dvě velká nákupní centra, Fishergate Centre a Mall, obě prošla v letech 2006 a 2007 nákladnou rekonstrukcí.

## Doprava

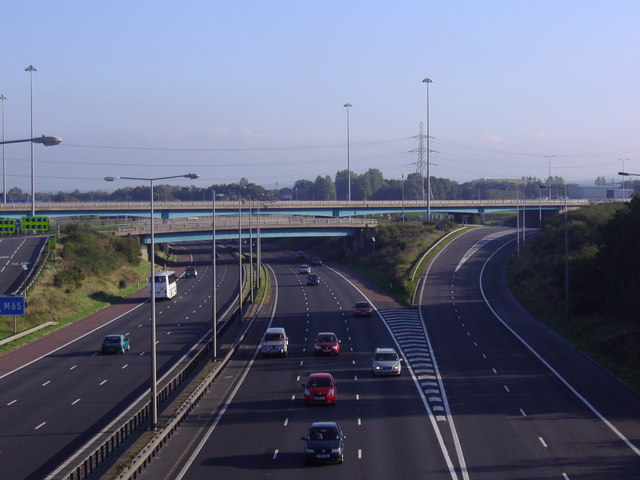
Dálnice M6

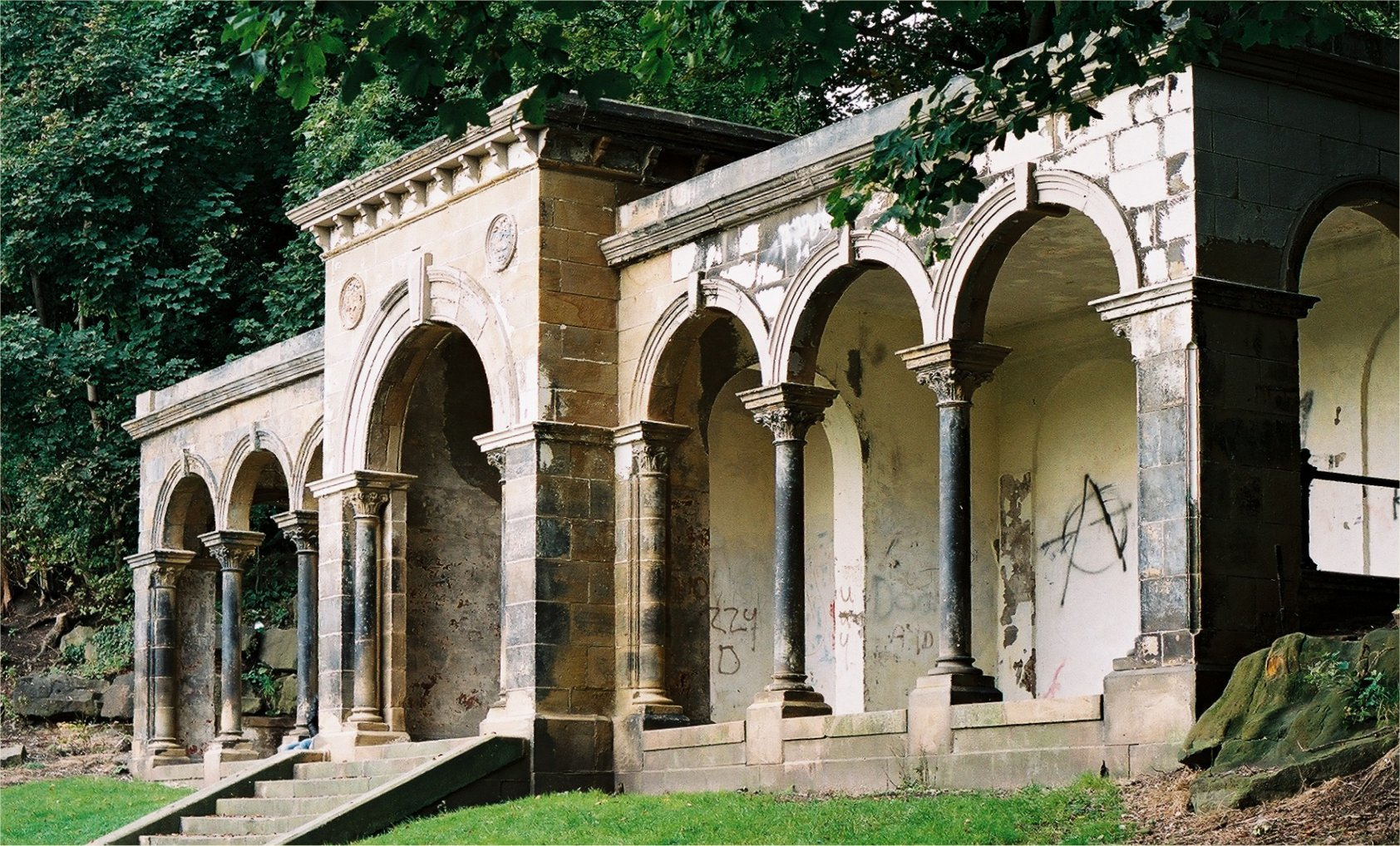
Belveder v Avenhamskám parku

Obchvat Prestonu, otevřený 5. prosince 1958, byl první dálnicí Velké Británie a nyní je částí dálnice M6. Byl vybudován, aby odlehčil dopravní provoz ve městě působený návalem turistů směřujících do Blackpool a Lake District. Dalšími dálnicemi v dosahu města jsou M61 směřující přes Bolton do Manchesteru, M65 přes Blackburn do Colne a M55 do Blackpoolu.
Prestonské železniční nádraží je důležitou stanicí na West Coast Main Line se spoji do Londýna, na jihovýchod a do Glasgow. Preston je také centrem železniční dopravy na severozápadu s místními spoji do Blackpoolu, Lancasteru, Blackburnu, Leedsu, Wiganu, Boltonu, Manchesteru a Liverpoolu.
Původní Prestonský přístav se od roku 1988 přestavuje na komerční a obytný komplex. Doky už nejsou používány pro obchodní lodě, protože nejsou schopny pojmout moderní velká plavidla a voda je zamořena zelenou vodní řasou. Na severním břehu řeky Rible se nachází malé přístaviště pro výcvikové kursy.
Preston se může pochlubit rozsáhlou autobusovou dopravní sítí. Mezi hlavní tři dopravce patří Preston Bus, Stagecoah a John Fishwick & Sons. Dálkové autobusové spoje zabezpečují společnosti Stagecoach Express, National Express, Eurolines a Megabus a všechny využívají prestonské autobusové nádraží. Preston byl jedním z prvních měst ve Velké Británii, které měly autobusové zastávky vybaveny technologií využívající satelitní navigace a GPS umožňující určit přesný čas a cílovou stanici příštího autobusu.
V bezprostředním okolí města se nacházejí dvě malá letiště Warton Aerodrome a BAE Samlesbury, obě ale neslouží pro komerční lety. Nejbližšími letišti v okolí Prestonu pro běžné cestující tak jsou Letiště Blackpool, 30 km na západ a Letiště Manchester 60 km na jihovýchod.

## Vzdělání

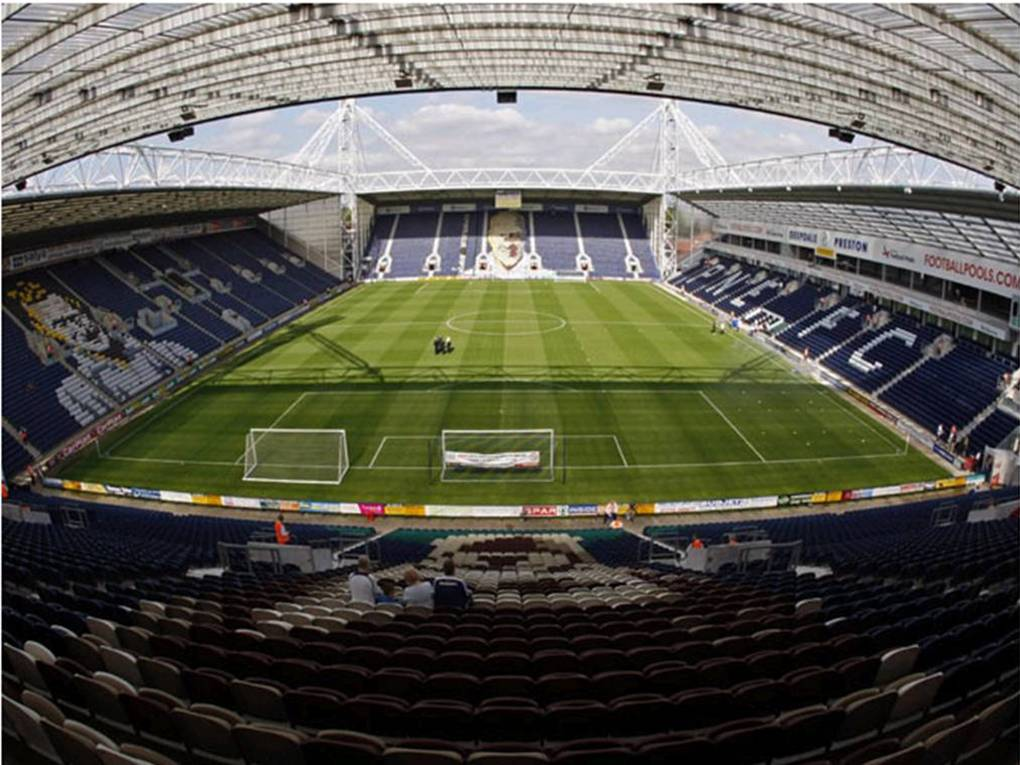
Deepdale Stadium, sídlo Preston North End F.C.

V Prestonu sídlí Univerzita centrálního Lancashire (původně Prestonská polytechnika). Je šestou největší univerzitou v zemi a navštěvuje ji 33 000 studentů. Další důležité školy v Prestonu jsou Preston College – specializovaná na odborné kurzy a další vzdělání dospělých, Cardinal Newman College, Royal Preston Hospital – fakultní nemocnice, Runshaw College a Myerscough College – zemědělská škola.

## Sport
Preston je známý svým fotbalovým klubem Preston North End FC (jeden ze zakladatelů anglické fotbalové ligy a první anglický fotbalový mistr) a Národním fotbalovým muzeem nacházejícím se na fotbalovém stadiónu Deepdale. Tento stadión je nejstarším trvale používaným profesionálním fotbalovým hřištěm na světě.
Cyklistické závody na dráze jsou pořádány v Preston Arena. Prestonský horolezecký klub má v současnosti již více než 70letou historii.

## Turistické atrakce

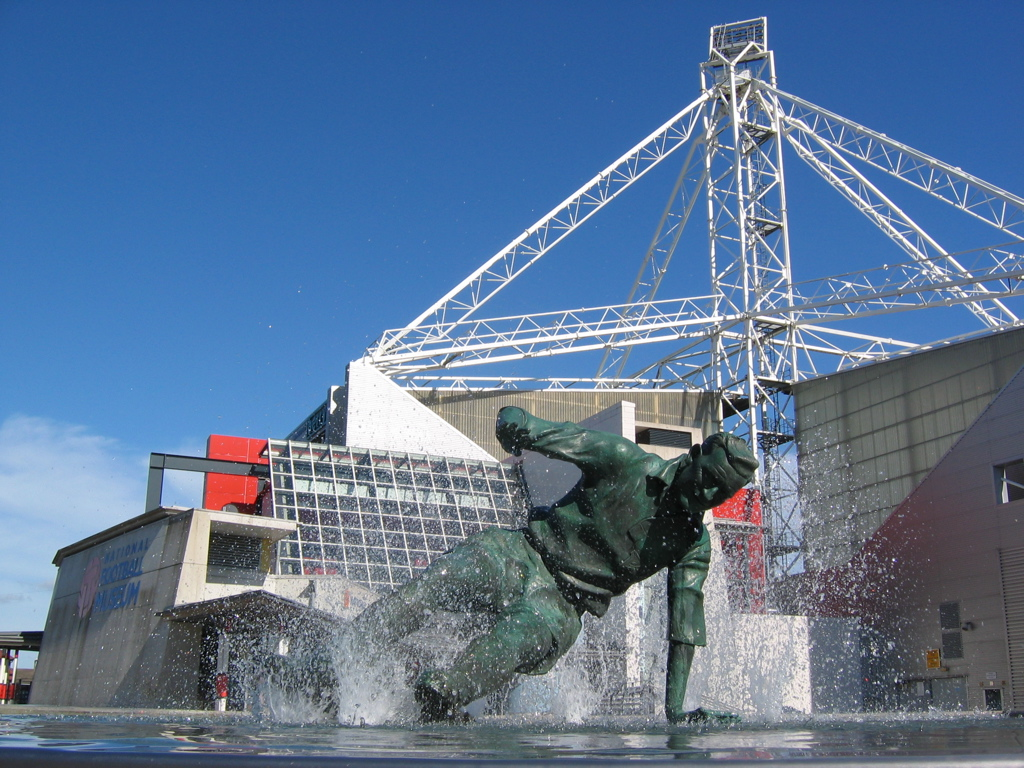
Socha před Národním fotbalovým muzeem v Prestonu

Hlavní turistickou atrakcí Prestonu je zřejmě kostel St Walburge, navržený Josefem Hansomem, který se může pochlubit nejvyšší, 94 m vysokou, kostelní věží v Anglii (mimo katedrál). Dále se zde nachází mnoho historických budov v centru města a jeho okolí – Miller Arcade, radnice, Harris Building, St. John's Minster a Fishergate Baptist.
Muzea:
- Harrisovo muzeum a umělecká galerie
- Národní fotbalové muzeum
- Muzeum Lancashire
- Muzeum Královského lancashirského pluku
- Broughtonské vesnické muzeum
- Ribbleská parní železnice

## Slavní rodáci
- Richard Arkwright (1732–1792), anglický podnikatel a vynálezce[2]
- Tom Finney (1922–2014), anglický fotbalový útočník[3]
- Keef Hartley (1944–2011), anglický bubeník a kapelník[4]
- Nick Park (* 1958), anglický filmový režisér a animátor[5]
- Holly Bradshawová (* 1991), anglická atletka, která se specializuje na skok o tyči[6]
- Phil Jones (* 1992), anglický fotbalový obránce[7]
- Hugh Carthy (* 1994), anglický profesionální silniční cyklista[8]